# Padroense FC
Padroense Futebol Clube is een Portugese voetbalclub uit Padrão da Légua een plaats binnen Senhora da Hora opgericht in 1922. De club heeft naast een voetbaltak een een handbalafdeling.

## Geschiedenis
De club werd opgericht in 1922 en speelde lange tijd in de lagere Portugese reeksen. Na het seizoen 2003/04 promoveerde de ploeg uit de regionale reeksen naar de Terceira Divisão. De club degradeerde weer in het seizoen 2005/06 om in het seizoen 2007/08 alweer terug te keren naar de vierde klasse. In het seizoen 2008/09 dwong de club promotie af naar de Segunda Divisão het toenmalige derde klasse. In 2011 speelde de ploeg kampioen in de Segunda Divisão maar promoveerde niet nadat het de play-off wedstrijden verloor. In 2013 zakte de ploeg weer uit de derde klasse naar de regionale reeksen na het verdwijnen van de vierde klasse.
De club werkt geregeld samen met de jeugd van FC Porto om jong spelers kansen te geven om ervaring op te doen. Dit begin in 2001 nadat de tweede ploeg moest uitwijken naar Padroense wegens werken aan het stadion.

## Eindklasseringen
|  |

| 13 |

| 15 |

|  |

| 3 |

| 2 |

| 11 |

| 1 |

| 11 |

| 16 |

|  |

|  |

|  |

|  |

|  |

|  |

|  |

|  |

|  |

|  |

|  |

|  |

| Primeira Liga | Segunda Liga | Tercera Divisão/Segunda Divisão B | Distrital/Tercera Divisão Niv. 4 | Distrital (Reg. Niv. 5) |

Tot 1999 stond de Primeira Liga bekend als de Primeira Divisão. De Segunda Liga kende in de loop der tijd meerdere namen en heet sinds 2020/21 Liga Portugal 2. Ook het 3e niveau kende verschillende namen en heet sinds 2021/22 Liga 3.